# Hooper, l'increïble
Hooper, l'increïble (títol original: Hooper) és una pel·lícula dels Estats Units de Hal Needham estrenada el 1978. Ha estat doblada al català.

## Argument
Sonny Hooper és l'especialista més demanat de Hollywood. No obstant això el seu futur sembla compromès quan el jove Ski fa la seva aparició. Hooper es converteix en el seu rival, cosa que no arregla les coses.

## Repartiment
- Burt Reynolds: Sonny Hooper
- Jan-Michael Vincent: Ski
- Sally Field: Gwen
- Brian Keith: Jocko
- John Marley: Max Berns
- Robert Klein: Roger Deal
- James Best: Cully
- Adam West: Adam
- Alfie Wise: Tony
- Terry Bradshaw: Sherman
- Norm Grabowski: Hammerhead
- George Furth: Bidwell
- Jim Burk: Jimbo
- Don Barry: el xèrif
- Princessa O'Mahoney: Wanda
- Robert Tessier: Amtrac
- Hal Floyd: Cliff
- Richard Tyler: El Doctor
- Dave Munegast Jr.: polícia motorista (No surt als crèdits)

## Nominacions
- Oscar al millor so per Robert Knudson, Robert Glass, Don MacDougall, Jack Solomon